# Maipú (Mendoza)
Pour les articles homonymes, voir Maipú.
Maipú est une localité de la province de Mendoza, en Argentine et le chef-lieu du Département de Maipú. Elle est située au nord de la province.

## Personnalités liées à la commune
- Ezequiel Bullaude (2000-), footballeur argentin né à Maipú.

- (es) Cet article est partiellement ou en totalité issu de l’article de Wikipédia en espagnol intitulé « Maipú (Mendoza) » (voir la liste des auteurs).